# Pacé (Ille y Vilaine)
 Pacé  es una población y comuna francesa, situada en la región de Bretaña, departamento de Ille y Vilaine, en el distrito de Rennes y cantón de Rennes-Nord-Ouest.

## Demografía
| 1956 | 2335 | 3669 | 4943 | 5548 | 7885 |
| Para los censos de 1962 a 1999 la población legal corresponde a la población sin duplicidades (Fuente: INSEE [Consultar]) |      |      |      |      |      |